# 南矢代駅
南矢代駅（みなみやしろえき）は、兵庫県丹波篠山市南矢代字辻ノ下ノ坪にある、西日本旅客鉄道（JR西日本）福知山線の駅である。駅番号はJR-G68。
アーバンネットワークおよび「JR宝塚線」の愛称区間に含まれている。

## 歴史
- 1955年（昭和30年）10月24日：日本国有鉄道福知山線の古市駅 - 篠山口駅間に新設開業[1][2]。旅客営業開始[2]。気動車の旅客のみを取り扱う駅員無配置駅[3]。
- 1987年（昭和62年）4月1日：国鉄分割民営化により、西日本旅客鉄道（JR西日本）の駅となる[2]。
- 1988年（昭和63年）3月13日：路線愛称の制定により、「JR宝塚線」の愛称を使用開始。
- 1992年（平成4年）4月1日：篠山口鉄道部発足により、その管轄となる。
- 1997年（平成9年）3月8日：複線化に伴い、1面1線を2面2線に拡張[1]。
- 1999年（平成10年）2月2日：自動改札機を設置し、供用開始[4]。
- 2003年（平成15年）11月1日：ICカード「ICOCA」の利用が可能となる。簡易型自動改札機で対応。
- 2009年（平成21年）6月1日：篠山口鉄道部廃止に伴い福知山支社直轄に戻され、篠山口駅の被管理駅となる。
- 2018年（平成30年）3月17日：当駅に駅ナンバリング「JR-G68」が導入され、使用を開始。
- 2022年（令和4年）10月1日：組織改正により、全線が近畿統括本部福知山管理部の管轄になり、福知山駅の被管理駅となる。

## 駅構造
2面2線の相対式ホームを持つ地上駅になっている。分岐器や絶対信号機を持たないため、停留所に分類される。駅舎は下り1番のりば側にあるが、上り2番のりば側にも簡易的な出入口がある。ホーム間の移動には跨線橋を使う。
1997年（平成9年）3月8日の複線化まで、ホームは単式1面1線のみで行き違いができなかった。このため、普通列車の一部も当駅を通過していた（二駅南隣の草野駅も同様）。
福知山駅が管理する無人駅だが、ICOCA（および相互利用対象のICカード）が利用可能で、高額紙幣やオレンジカードが使えない簡易型自動券売機および自動改札機（集札機能のない簡易型）が設置されている。改札付近にベンチが設置されている。
なおトイレは構内にはなく、下り1番のりば側改札出てすぐのロータリーに公衆トイレ（自治体管理で多目的トイレもあり）がある。

### のりば
| のりば | 路線     | 方向 | 行先                         |
| ------ | -------- | ---- | ---------------------------- |
| 1      | JR宝塚線 | 下り | 篠山口・福知山方面           |
| 2      | JR宝塚線 | 上り | 三田・宝塚・大阪・北新地方面 |

- 上表の路線名は旅客案内上の名称（愛称）で表記している。

## ダイヤ
日中は1時間あたり2本が停車する。朝晩は本数が1時間あたり3〜5本となり、JR東西線経由の電車もある。

## 利用状況
「兵庫県統計書」によると、2016年（平成28年）度の1日平均乗車人員は148人である。
近年の1日平均乗車人員は以下の通りである。
| 年度   | 1日平均 乗車人員 |
| ------ | ---------------- |
| 1995年 | 107              |
| 1996年 | 131              |
| 1997年 | 144              |
| 1998年 | 173              |
| 1999年 | 170              |
| 2000年 | 171              |
| 2001年 | 167              |
| 2002年 | 177              |
| 2003年 | 178              |
| 2004年 | 182              |
| 2005年 | 179              |
| 2006年 | 168              |
| 2007年 | 167              |
| 2008年 | 154              |
| 2009年 | 158              |
| 2010年 | 166              |
| 2011年 | 172              |
| 2012年 | 193              |
| 2013年 | 191              |
| 2014年 | 166              |
| 2015年 | 153              |
| 2016年 | 148              |

## 駅周辺
西側を中心に住宅街が形成されているが、他はおおむね田園地帯である。
- 南矢代簡易郵便局
- 南矢代公民館
- 国道176号
- 国道372号

### バス路線
西側を走る国道176号沿いに、ウイング神姫（旧神姫グリーンバス）の「南矢代」バス停があり以下の路線が発着する。駅前のロータリーには乗り入れない。
- ウイング神姫
  - 8系統 - 篠山口駅 行き / 藍本駅 行き ※平日朝夕のみ

また南東の国道372号沿いにもコミバスハートランおよび平日朝夕のみ走るウイング神姫の「栗栖野」バス停があるが、1kmほど離れている。

## 隣の駅
西日本旅客鉄道（JR西日本）
 JR宝塚線（福知山線）
■丹波路快速・■快速・■区間快速・■普通
古市駅 (JR-G67) - 南矢代駅 (JR-G68) - 篠山口駅 (JR-G69)